# Peter Dudziak
Peter Dudziak (* 1983 in Haltern, heute Haltern am See) ist ein deutscher Stenotypist.

## Entwicklung im Tastschreiben
Dudziak begann 1993 mit dem Tastschreiben. Im Alter von 11 Jahren nahm er für den Stenographenverein Haltern an den westdeutschen Verbandsmeisterschaften in der Schülerkategorie teil, die er mit 400 Anschläge pro Minute gewann. 1999 erreichte Dudziak mit über 700 Anschlägen die Weltspitze.

## Nationale Titel (Auswahl)
- 30 Minuten Schnellschreiben:
Deutscher Meister 2003, 2005, 2006
- 10 Minuten Perfektionsschreiben
Deutscher Meister 2005, 2006[2]
- Praxisorientierte Textverarbeitung
Deutscher Meister 2004[3]

## Internationale Titel
- 42. INTERSTENO-Kongress 1998
Juniorenweltmeister im Maschinenschreiben
Juniorenweltmeister im Autorenkorrektur
- 43. INTERSTENO-Kongress 2001
Juniorenweltmeister im Maschinenschreiben
Juniorenweltmeister im Autorenkorrektur
- 44. INTERSTENO-Kongress 2003
Juniorenweltmeister im Tastschreiben
Juniorenweltmeister in der Autorenkorrektur[4]